# Bubna (Adelsgeschlecht)

Stammwappen derer von Buben (Bubna)

Die Herren von Bubna (auch Bubna von Dolan, Buben z Dolan; tschechisch z Bubna, auch Bubnové) waren ein böhmisches Uradelsgeschlecht. Das Geschlecht sieht die Burg Buben bei Plešnice (Plesnitz) im Okres Plzeň-sever als ihre Stammburg an. 
1415 teilte sich die Familie in die beiden Linien 
- „von Bubna und Lititz“ (Bubnové z Litic) und
- „Warlich von Bubna“ (Varlichové z Bubna).

## Geschichte

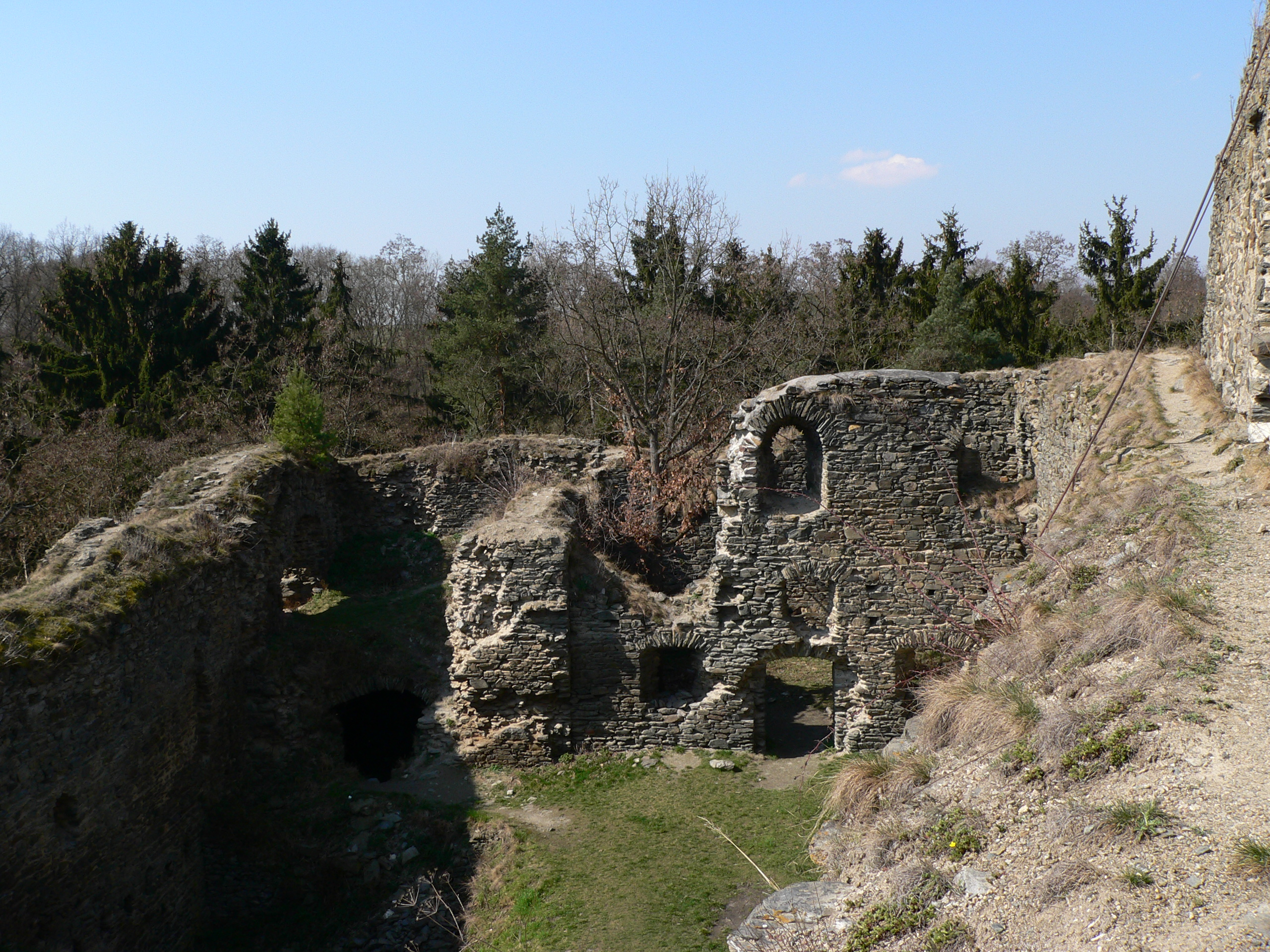
Ruine der Burg Buben

Die Geschichte des Geschlechts der Bubna reicht bis 1172 zurück, als Gumpold von Buben in einer Schenkungsurkunde für das Grab des hl. Wenzel als Zeuge erwähnt wurde. Einige Forscher vermuten, dass die Familie des böhmischen Uradels ursprünglich „Warlych“ hieß und erst später das Prädikat „von Bubna“ (z Bubna) annahm.
Urkundlich erscheint die Familie im Jahre 1394 mit dem „famosus vir Stacho cliens de Hradeck“ (dem famosen Mann Stacho, ehrbarer Knecht/Lehensmann von Hradeck), der Besitzer des unweit der Burg Buben gelegenen Gutes Dolany war. Stach Buben von Dolan bekleidete das Amt eines königlichen Burggrafen von Neubidschow und Pottenstein. Besitzer der Burg Buben war jedoch zu dieser Zeit Hermann von Girschen und Netschetin (Heřman z Jeřeně a Nečtin). Angehörige des Geschlechts von Bubna sind niemals als Besitzer der Burg Buben nachweislich.

### Von Bubna und Lititz

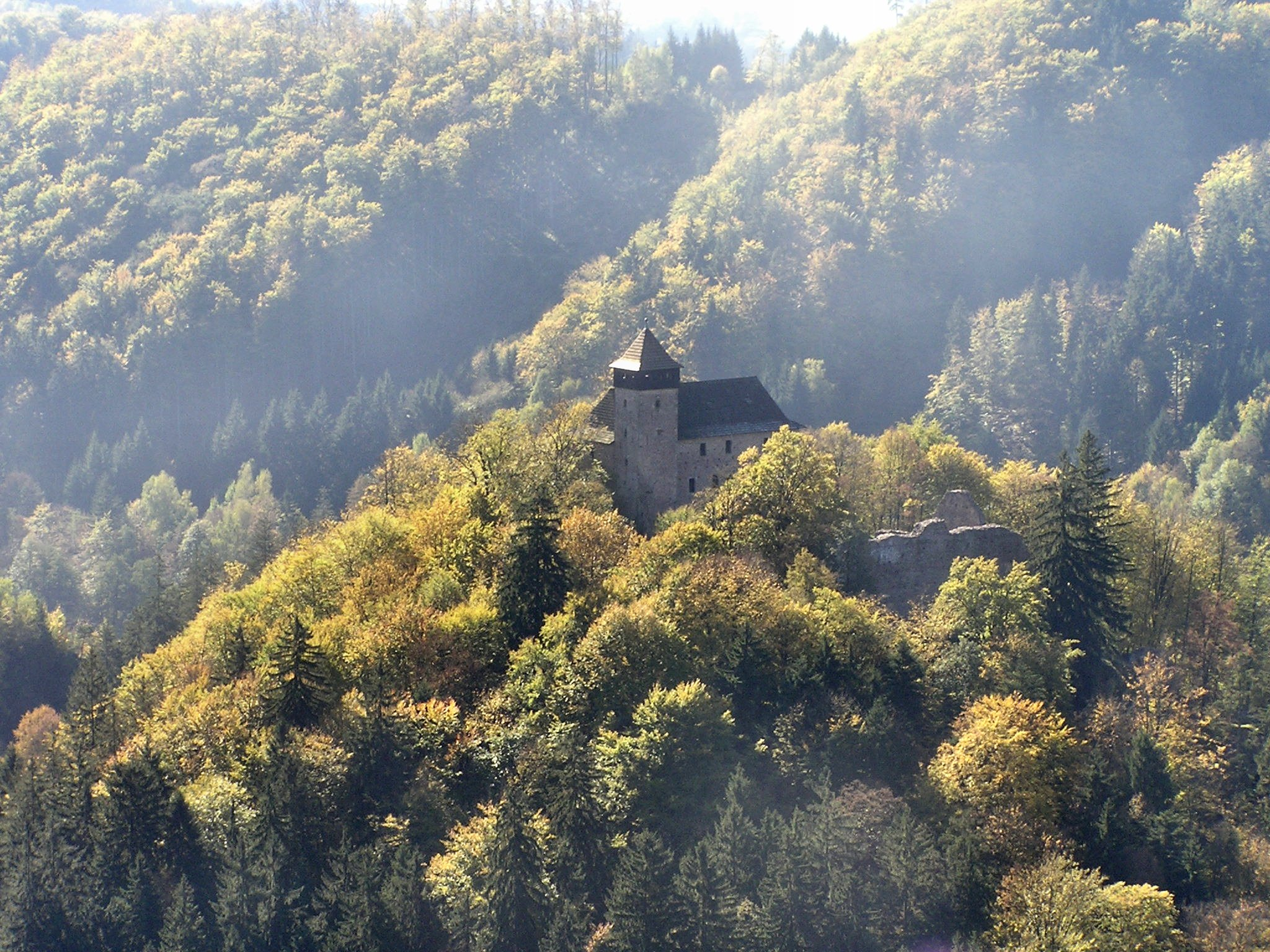
Burg Litice

Die urkundlich gesicherte Geschlechterfolge des Grafenhauses von Bubna und Lititz (Bubna z Liticz) beginnt mit Nikolaus von Bubna (Mikuláš z Bubna) und Otto von Bubna, den Enkeln des Hermann von Bubna (1532–1552).
Hermann Varleych von Bubna, Herr auf Daudleby, Jeleni und Blato 1573, wurde 1587 mit Zacharias Herren Slavata auf Chroustovic, Hauptmann des Chrudimer Kreises. Nach ihm erbte Nikolaus Vratislav Varleych von Bubna die Güter Jeleni, Daudleby und Blato und errichtete die spätere gräflich Bubna´sche Grundherrschaft.
Nikolaus von Bubna erwarb 1562/1563 von Václav Okrouhlický von Kněnice die Burg Litice nad Orlicí (Burg Lititz) mit der zugehörigen Herrschaft. Nachdem er 1575 auch die zweite Hälfte des Städtchens Žampach (Senftenberg) erwarb, benutzte er als erster das Prädikat von Bubna und Lititz. Vor 1600 errichtete er in Senftenberg ein Renaissance-Schloss, das er zum Sitz der neu gebildeten Grundherrschaft Senftenberg bestimmte.
Die beiden Brüder Heinrich Johann und Kunata Jaroslaw von Bubna und Lititz wurden am 8. November 1629 in den böhmischen Freiherrnstand sowie am 18. Juli 1644 in den böhmischen Grafenstand erhoben. Letzter Eigentümer der Burg Lititz war Franz Adam von Bubna und Lititz (František Adam z Bubna a z Litic), der sie 1809 an Weriand Alfred zu Windisch-Graetz verkaufte.

### Warlich von Bubna
Das Geschlecht der Warlich von Bubna (Varlichové z Bubna) spaltete sich in eine ritterliche und eine freiherrliche Linie. Am 1. Juli 1860 wurde K. K. Generalmajor Franz Warlich von Bubna in den österreichischen Freiherrenstand erhoben.

## Wappen

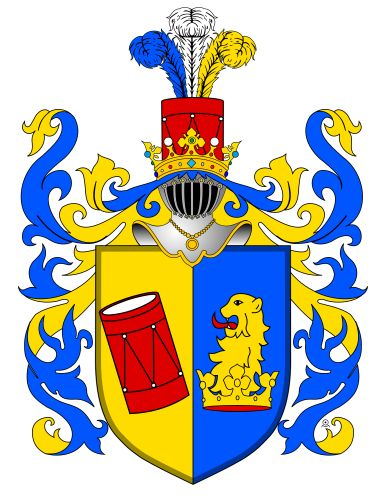
Das Wappen der Grafen von Bubna und Lititz

- Das Stammwappen derer von Bubna: Es zeigt in Blau eine silberne Heerespauke. Kleinod: Schildesfigur, mit drei silbern-blau-silbernen Straußenfedern besteckt. Auf dem Helm mit blau-silbernen Decken eine zweite Pauke.
- Das Wappen Warlich von Bubna: Es zeigt in Blau eine schräg gelegte goldene Infanterietrommel. Kleinod: Die Trommel schräge vor drei blau-silbernen Straußfedern. Decken: blau-golden.
- Das Wappen der Grafen von Bubna und Lititz: Von Silber und Blau gespalten. Vorne schräge eine rote Trommel, hinten Kopf und Hals eines goldenen Löwen aus einer goldenen Krone wachsend. Zwei Helme: 1. Drei blau-silbern-rote Straußfedern. Decken: blau-silbern. 2. Kopf und Hals eines goldenen Löwen, aus der Helmkrone wachsend. Decken: blau-golden.

## Persönlichkeiten
- Ferdinand von Bubna und Littitz (1768–1825), österreichischer Feldmarschallleutnant
- Johann Heinrich von Bubna war Erbherr von Senftenberg und Lititz sowie Besitzer von Möhlten in der böhmischen Grafschaft Glatz. Er war mit der Reichserbtruchsässin Maria Johanna Gräfin Waldburg-Zeil (1627–1691)[5] verheiratet, die einen Anteil von Schwenz besaß. 1649–1653 war er Landeshauptmann der Grafschaft Glatz. Nach seinem Tod am 13. April 1653 wurde er in der Glatzer Pfarrkirche Mariä-Himmelfahrt beigesetzt.

## Besitzungen
- Lichwe
- Senftenberg
- Daudleb
- Ober Jellen
- Möhlten
- Schwenz
- Wowtschar
- Brzezina
- Kirchles
- Litten
- Helkowitz
- Schaben
- Weidenbusch

### Burgen und Schlösser

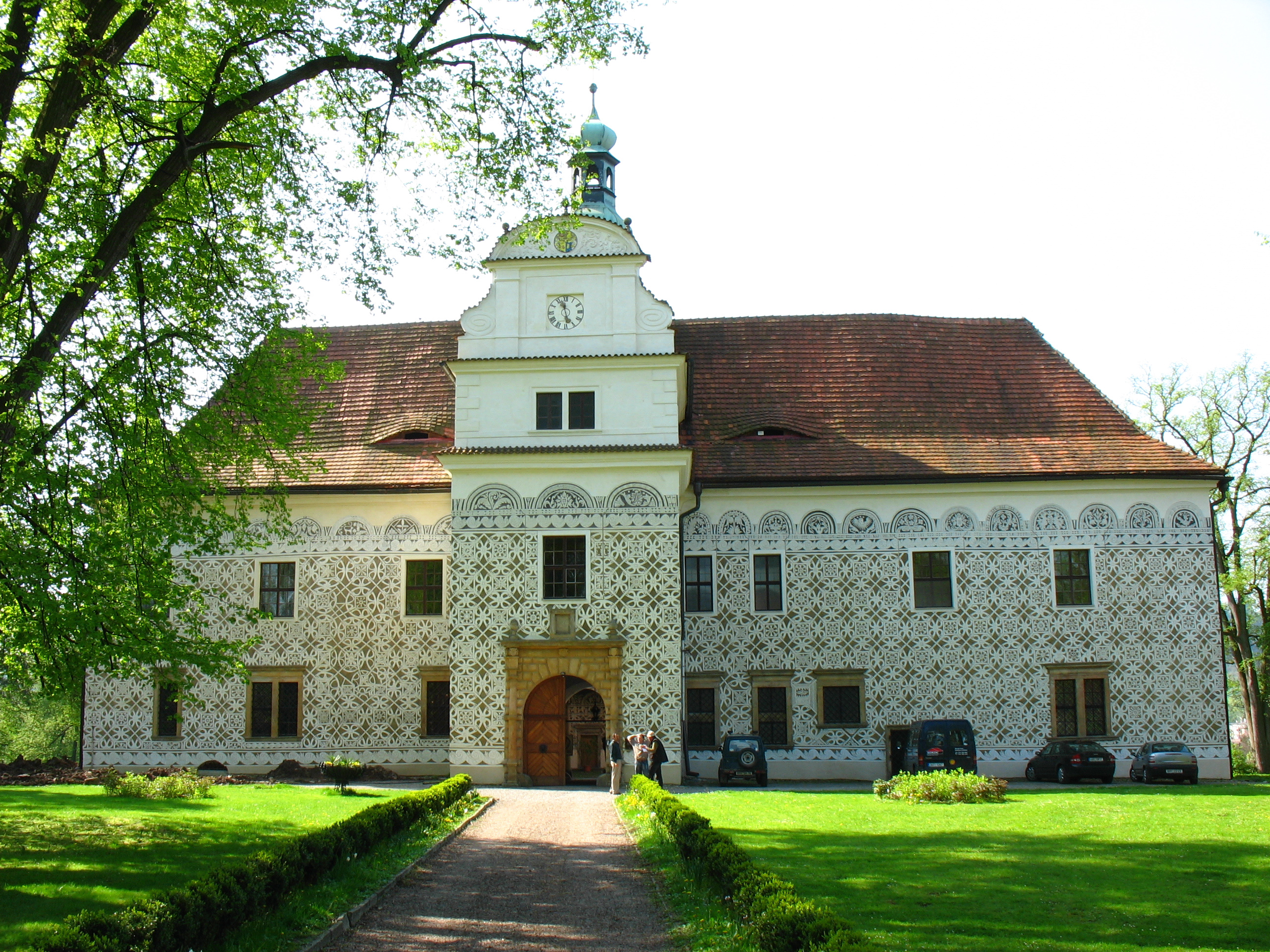
Schloss Daudleb

- Schloss Daudleb
- Burg Lititz
- Schloss Senftenberg
- Schloss Přestavlky